# Abbaye de Valcroissant
L’abbaye de Valcroissant est une ancienne abbaye cistercienne, fondée par les moines de Bonnevaux, située sur le territoire de la commune de Die dans la Drôme.

## Histoire

### Dans l'Antiquité
Le torrent de Valcroissant était le lieu de captage d'un des aqueducs qui alimentait la ville romaine de Dea Augusta (Die). Le specus de l'aqueduc y a été retrouvé en juillet 1962.

### Fondation
L'abbaye est fondée en 1188 par les moines de l'abbaye de Bonnevaux.

### Moyen Âge
L'abbaye de Valcroissant ne connut jamais de développement très important, ne fondant par exemple aucune abbaye-fille, et comptant seulement environ une douzaine de moines. Cette absence de développement est visible également dans la taille relativement réduite des édifices ; ainsi, l'abbatiale  est plus courte du côté de la façade que ne le sont généralement les abbatiales cisterciennes d'abbayes comparables, et la sacristie est aménagée dans une des chapelles du chevet de l'église.

### Ruine durant les guerres de Religion
L'abbaye est ruinée par les guerres de Religion. Elle devient ensuite une exploitation agricole ; c'est paradoxalement ce dévoiement des bâtiments religieux qui les sauve, les propriétaires veillant à l'entretien des édifices en vue de leur utilisation optimale comme bergerie ou grange,.

### L'abbaye après les moines

#### Divers aménagements
En 1893, le pasteur réformé de Die, Jules Dautheville, et sa femme Pauline, achètent l'abbaye qu'ils ont découverte l'année précédente. En 1896, ils s'y installent à demeure et forment le projet d'y aménager un orphelinat protestant. Mais la mort prématurée du pasteur (à 46 ans) empêche le projet de se réaliser.

#### Restauration
L'abbaye est rachetée dans les années 1950 par le mathématicien et philosophe Marcel Légaut et sa femme, qui choisissent de la restaurer tout en maintenant l'activité agricole, notamment d'élevage. La restauration aboutit notamment au classement de l'abbaye à l'inventaire des monuments historiques, classement qui intervient le 25 octobre 1971. La restauration se poursuit au XXIe siècle, menée par Rémy Légaut, fils de Marcel, sa femme Martine, et l'association des « Amis de Valcroissant » créée par André Pitte et Serge Durand.

## L'abbaye
Le monastère adopte le plan traditionnel bernardin : un cloître au centre, entouré d'une église abbatiale et des bâtiments monastiques. L'abbatiale est à chevet plat, avec quatre chapelles dont l'une, on l'a vu, est utilisée comme sacristie

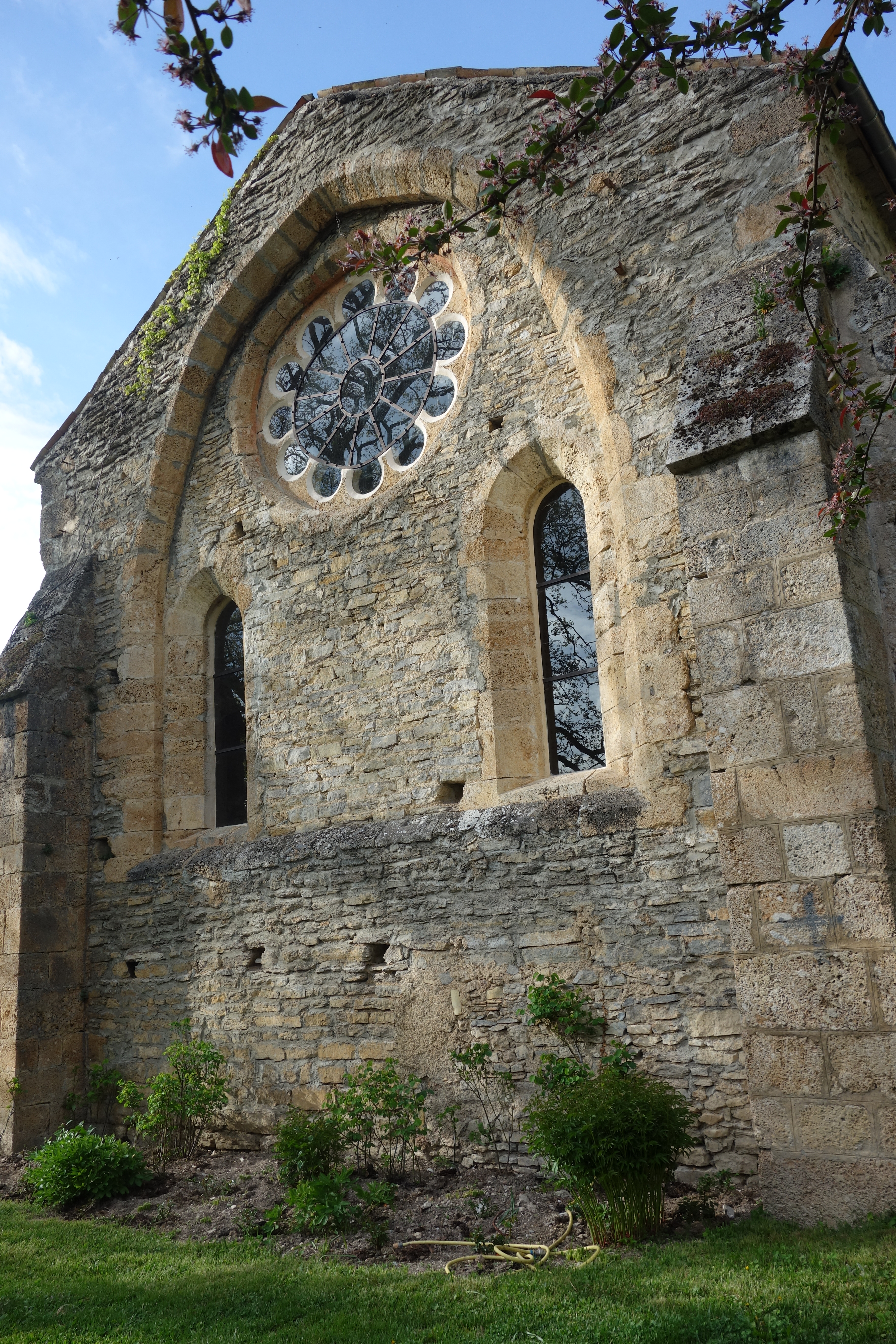
Chevet de l'église
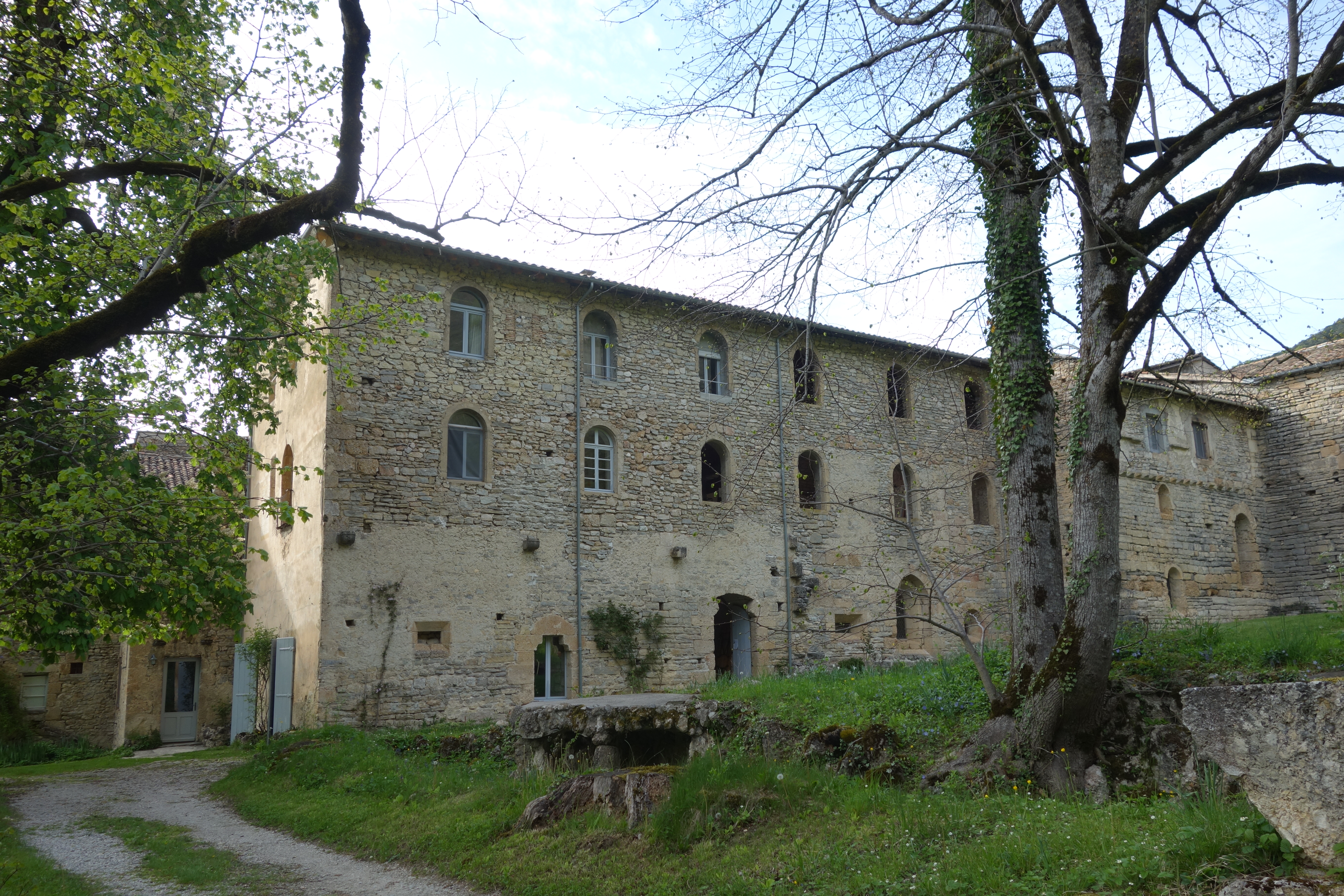
Bâtiments conventuels
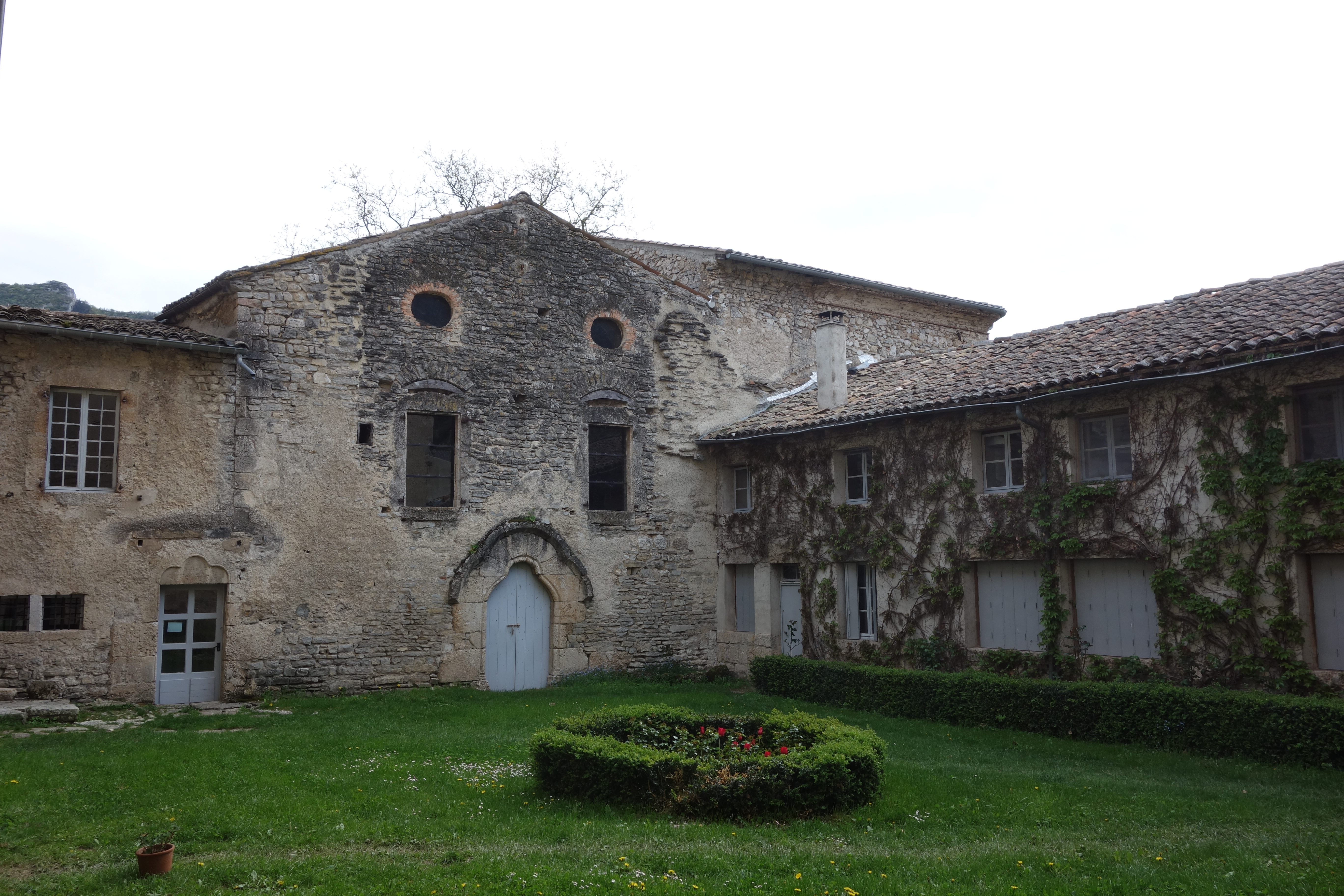
Ancien cloître
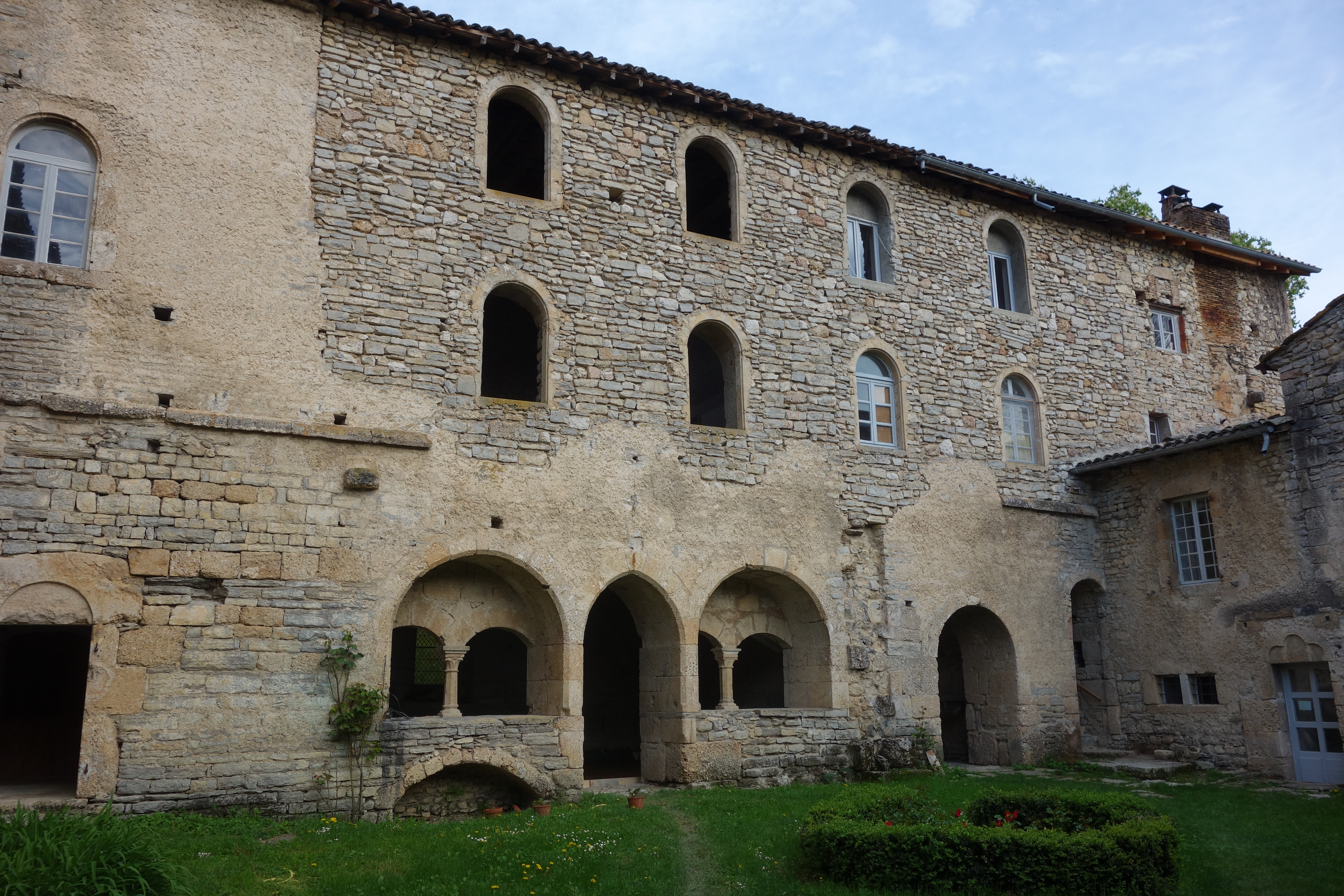
Salle capitulaire
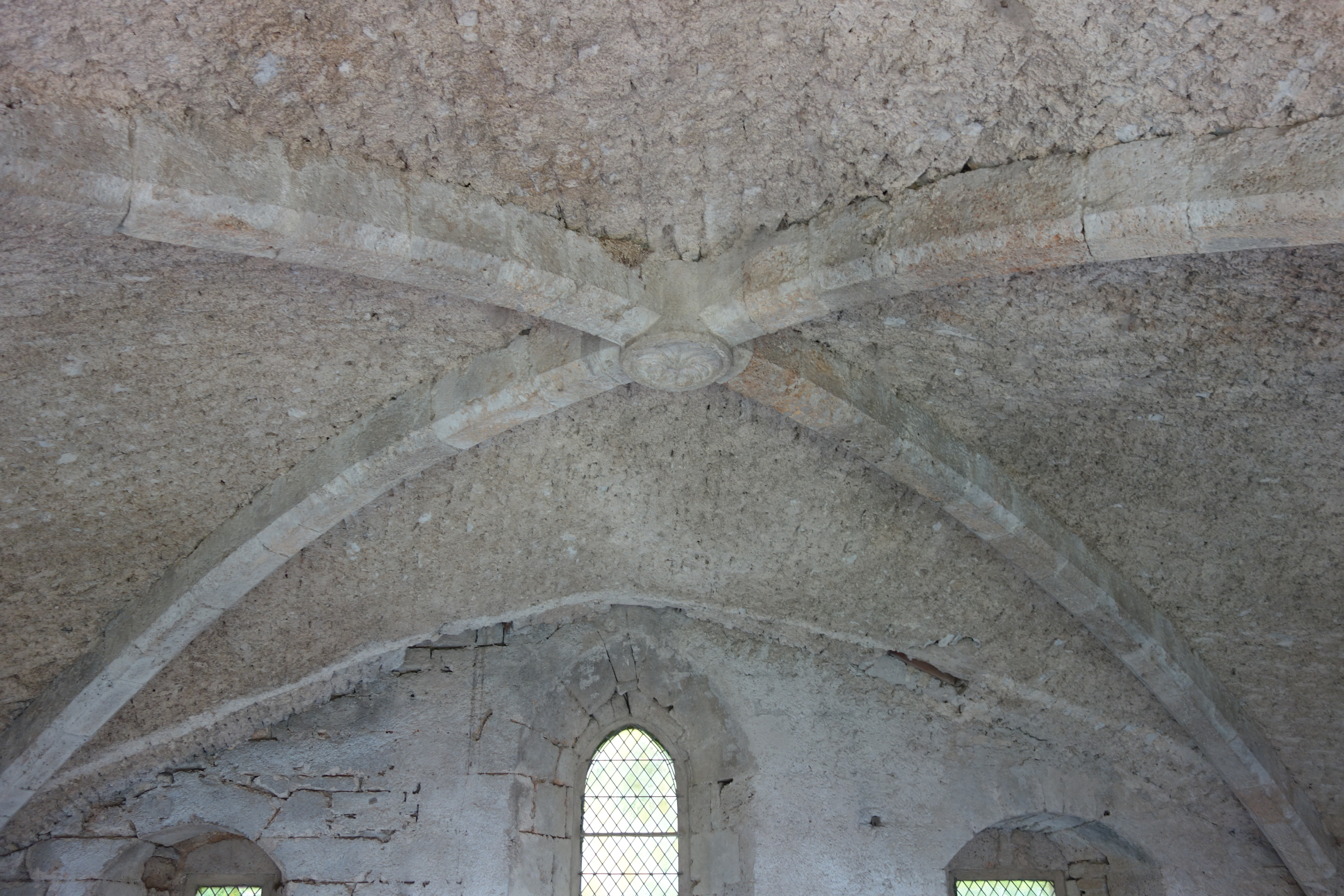
Voûte de la salle capitulaire

## Filiation et dépendances
Valcroissant est fille de l'Abbaye de Bonnevaux.